# Десантування

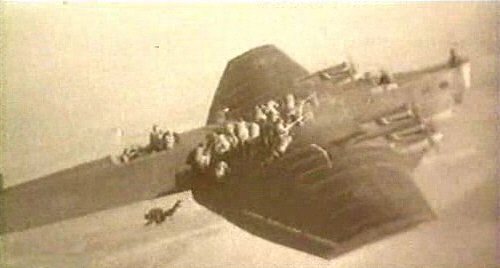
Десантування радянських парашутистів з крила літаку ТБ-3

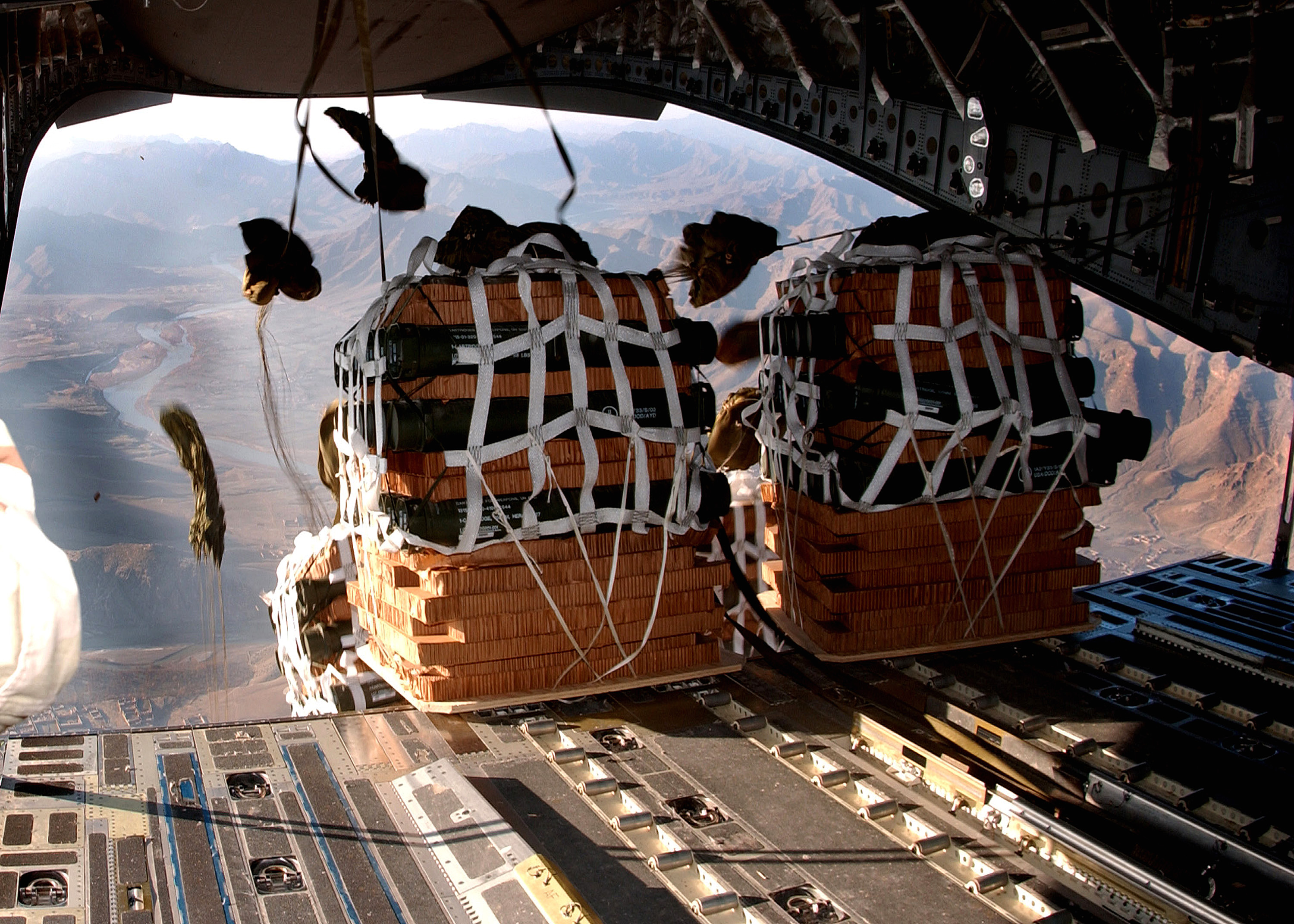
Десантування повітряно-десантній техніки з літака С-17 «Глоубмайстер» (США)

Десантува́ння — перекидання повітрям повітряно-десантних, аеромобільних, посадочно-десантних з'єднань, частин і підрозділів в тил противника для виконання бойового завдання.
Воно включає:
- зліт авіації;
- шикування бойових порядків авіації;
- переліт в район десантування;
- викидання або висадку десанту у визначеному районі.

Десантування характеризується дальністю, глибиною, тривалістю, висотою польоту авіації та висотою викидання десанту.
Дальність десантування — відстань від вихідного району десантування до району десантування.
Глибина десантування — відстань від лінії зіткнення супротивних сторін, на початок викидання десанту до району десантування.
Тривалість десантування — час необхідний на зліт авіації, шикування бойових порядків, переліт в район десантування, викидання або висадку десанту у визначеному районі.
Висота польоту — висота польоту авіації від вихідного району десантування до району десантування. Вона залежить від дальності десантування, ступеня придушення протиповітряної оборони противника, пори року та часу доби. Як правило політ авіації здійснюється з перемінним профілем.
Висота викидання — висота, з якої здійснюється викидання десанту. Вона залежить від тактико-технічних характеристик повітряно-десантної техніки, шикування бойових порядків авіації за висотою та рельєфом місцевості в районі десантування. Як правило викидання десанту здійснюється з малих висот.
Залежно від складу десантів, умов обстановки та можливостей армійської авіації та військово-транспортної авіації, десантування може здійснюватись одним або декількома вильотами армійської авіації та військово-транспортної авіації парашутним, посадочним або комбінованим способами.

## Відео
- Десантирование КАМАЗа [Архівовано 2 листопада 2015 у Wayback Machine.]
- Курьезы при десантировании [Архівовано 5 грудня 2015 у Wayback Machine.]
- Десантирование с Ил-76МД [Архівовано 23 листопада 2015 у Wayback Machine.]
- Десантирование техники с ИЛ-76 [Архівовано 15 листопада 2015 у Wayback Machine.]
- Десантирование боевой техники [Архівовано 6 грудня 2015 у Wayback Machine.]
- Airdrop [Архівовано 11 грудня 2015 у Wayback Machine.]
- C-130 Airdrop — ATV [Архівовано 15 грудня 2015 у Wayback Machine.]
- C-5B Galaxy World Record Airdrop [Архівовано 23 листопада 2015 у Wayback Machine.]